# Marie Tauerová
Marie Tauerová (15. srpna 1896 Plzeň – 15. dubna 1981) byla knihovnice, sochařka a překladatelka z perštiny a arabštiny. Je sestrou překladatele a orientalisty Felixe Tauera a diplomata, baskologa a spisovatele Norberta Tauera.

## Život
Narodila se v Plzni v rodině poštovního a telegrafního úředníka. V letech 1909–1910 studovala na českém gymnáziu v Plzni. V roce 1912 se rodina přestěhovala do Prahy, kde po absolvování filozofické fakulty začala soukromě se studiem orientálních jazyků u profesora Rudolfa Dvořáka a docenta Rudolfa Růžičky, stejně jako její starší bratr Felix, který byl profesorem islámských dějin a literatury na Univerzitě Karlově, i mladší bratr Norbert, ten se věnoval filologii a historii Basků. Zde se seznámila s Vlastou Kálalovou, která působila jako lékařka v Bagdádu. Vzniklo pevné a celoživotní přátelství, za svůj život si vyměnily více než 150 dopisů, které jsou zdrojem poznání o Orientu a o vnímání ženských otázek v tehdejší Evropě i Orientu. Ona sama i přes své výborné jazykové schopnosti se do Orientu nikdy nedostala.
Pracovala v Univerzitní knihovně v Brně (nyní Moravská zemská knihovna). V roce 1929 se u ní projevilo závažné oční onemocnění. Po operaci byla nucena omezit používání zraku a zanechat práce v knihovně i literární činnosti. Začala se věnovat modelování z hlíny, ve kterém projevila mimořádné úsilí. Začala tvořit jako samouk, náměty čerpala z Chodska i Orientu. Později se stala žačkou sochaře Václava Macha v Brně. Brzy i na tomto poli dosáhla významných úspěchů. Její výtvory prodávala v Plzni Marie Lábková. Později se stala členkou Sdružení západočeských výtvarných umělců. Její drobná plastika je vystavena v Klenčí v muzeu.

## Dílo

### Vydaná díla
Překlady z arabštiny
- několik povídek z Tisíce a jedné noci. Vydány v knižnici pro mládež Raná setba
- Tři makámy. Překlad části díla Al Haririho z Basry

Překlad ze syrštiny
- Legenda o Abgarovi. Publikováno v měsíčníku Pramen

Rukopisy
- Má Plzeň. Vzpomínky na Plzeň jejího dětství
- U dědečka. Materiál věnovaný plzeňskému školství

### Dosud nevydaná díla
Rukopisy uložené v Moravské zemské knihovně v Brně
- Jan Fr. Hruška. Materiál k bibliografii
- Jindřich Šimon Baar. Průvodce jeho životem a dílem
- Pernštein a Pernšteini. Materiál k bibliografii a ikonografii

Rukopisy uložené v její pozůstalosti
- V chodském mlýně starodávném. Vzpomínky na pobyt u příbuzných v Klenčí.
- Plzeň a Orient. Dílo věnující se vztahy mezi těmito lokalitami, zaměřené na plzeňské badatele zabývající se danou oblastí[4]